# Woman of Fire
Woman of Fire (화녀 - Hwanyeo) är en prisbelönt sydkoreansk film från 1971, regisserad av Kim Ki-young. Filmen var den andra Kims trilogi Housemaid och följdes av Woman of Fire '82.

## Handling
Filmen är en variant av Kims klassiska The Housemaid från 1960. Filmen handlar om en kompositör och hans fru, som bor på en hönsgård, och kastas in i tumult då en fatal kvinna kommer in i hushållet för att arbeta som hembiträde.

## Rollista
- Nam Koong Won... Dong-shik[4]
- Jeon Gye-hyeon... Jeong-suk
- Yoon Yeo-jeong... Myeong-ja
- Choi Moo-ryong... Hyeong-sa
- Kim Ju-mi-hye
- O Yeong-a... Hye-ok
- Hwang Baek
- Chu Seok-yang... Ki-ja
- Lee Hoon
- Lee Ji-yeon

## Priser och utmärkelser
- Festival de Cine de Sitges[5]
  - Special Mention Best Actress (Yoon Yeo-jeong)
- Blue Dragon Film Awards[6]
  - Best Director (Kim Ki-young)

### Fotnoter
1. ↑  Infobox data from ”Woman of Fire (Hwanyeo)(1971)” (på engelska). KMDb Korean Movie Database. Arkiverad från originalet den 20 september 2018. https://web.archive.org/web/20180920050107/http://www.kmdb.or.kr/eng/md_basic.asp?nation=K&p_dataid=05389. Läst 22 januari 2008. and Woman of Fire på Internet Movie Database (engelska)
2. ↑  Synopsis from ”Woman of Fire (Hwanyeo)(1971)” (på engelska). KMDb Korean Movie Database. Arkiverad från originalet den 20 september 2018. https://web.archive.org/web/20180920050107/http://www.kmdb.or.kr/eng/md_basic.asp?nation=K&p_dataid=05389. Läst 22 januari 2008.
3. ↑  ”100 Korean Films”. Korean Film Archive. Arkiverad från originalet den 8 februari 2012. https://web.archive.org/web/20120208073844/http://www.koreafilm.org/feature/100_50.asp. Läst 19 mars 2012.
4. ↑  Rollista baswerad på ”화녀 - Woman of Fire (Hwanyeo) (1971)” (på koreanska). KMDb Korean Movie Database. Arkiverad från originalet den 18 september 2013. https://web.archive.org/web/20130918034830/http://kmdb.or.kr/movie/md_basic.asp?nation=K&p_dataid=05389. Läst 22 januari 2008.
5. ↑  ”Awards for Hwayo (1970)” (på engelska). IMDB. http://www.imdb.com/title/tt0262415/awards. Läst 22 januari 2008.
6. ↑  ”김기영 (Ki-Young Kim  / 金綺泳 )” (på koreanska). mydvdlist.co.kr. http://www.mydvdlist.co.kr/mdlkth/movie/name.asp?peoplecode=53044. Läst 22 januari 2008.[död länk]